# Margaret Geller
Margaret Joan Geller (Ithaca, 8 dicembre 1947) è un'astrofisica statunitense, attualmente in attività presso l'Harvard Smithsonian Center.
Ha realizzato negli anni ottanta del XX secolo un'importante cartografia di una vasta parte dell'Universo osservabile, che comprendeva circa 15000 galassie, sino alla distanza di 600 milioni di anni luce dal Sole. Tale lavoro ha permesso di individuare per la prima volta la Grande Parete, un'immensa fascia di galassie che si estende per almeno 500 milioni di anni luce.